# Montaud (Hérault)
Montaud település Franciaországban, Hérault megyében. Lakosainak száma 1024 fő (2022. január 1.). Montaud Saint-Bauzille-de-Montmel, Saint-Mathieu-de-Tréviers, Guzargues, Castries, Saint-Drézéry, Saint-Jean-de-Cornies, Saint-Hilaire-de-Beauvoir és Buzignargues községekkel határos.

## Népesség
A település népességének változása:
| Lakosok száma | 290  | 413  | 545  | 819  | 966  | 983  | 991  | 1028 | 1039 | 1024 |
|               | 1968 | 1982 | 1990 | 2006 | 2013 | 2015 | 2017 | 2019 | 2020 | 2022 |